# Totemismo

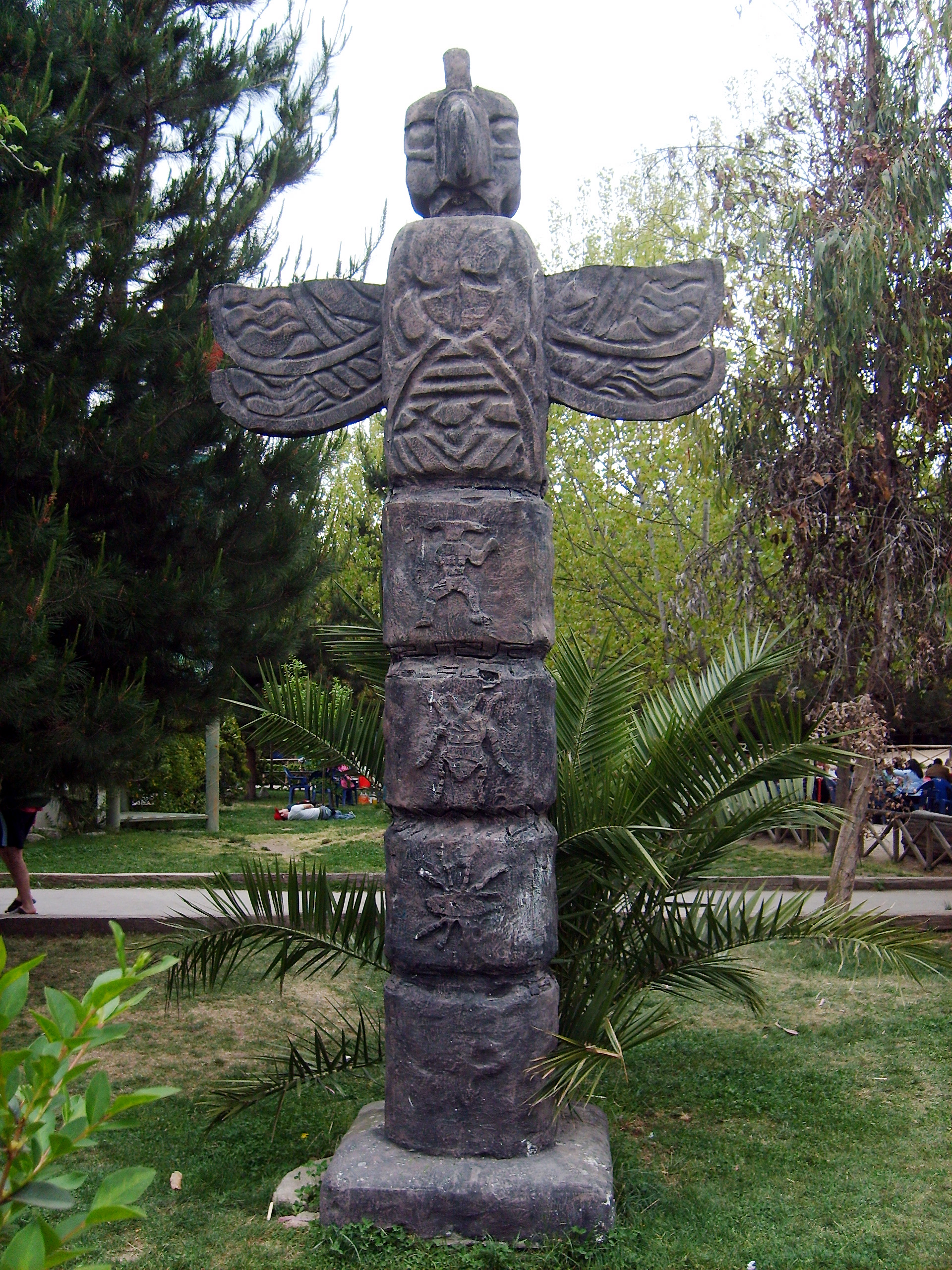
Totem ubicato nel parco zoologico BuinZoo in Cile

Il totemismo è comunemente considerato una pratica religiosa tribale, basata su un oggetto di forte valore simbolico, detto totem. La definizione odierna di totemismo propone una modifica del fenomeno che lo presenta sì come una forma di culto animista (o meglio preanimista), ma anche come un'espressione del culto degli antenati e, più generalmente, del legame dell'uomo con la natura e ciò che lo circonda. 

## Origini e basi del totemismo
Il culto del totemismo si fonda completamente sull'oggetto, astratto o concreto che sia, del totem: questo rappresenta una moltitudine di significati tra cui principalmente:
- la discendenza del gruppo (solitamente sotto forma di clan) da un unico antenato, generalmente un animale caratteristicamente considerato forte e coraggioso che lo rendono dominante rispetto agli altri componenti del clan.
- la distinzione tra il proprio clan e gli altri gruppi, specie in occasione di confronti e battaglie (una sorta di nazionalismo molto primitivo e vago).

Il culto tuttavia ha anche molti aspetti individuali, come l'evocazione del totem al di fuori dalle manifestazioni sociali, e, oltretutto, richiede spesso riti di iniziazione che sono eseguiti anche in età adulta.

## Storia della analisi teologica del fenomeno
Il totemismo venne inizialmente classificato come un passaggio precedente alle religioni politeistiche, nelle quali si riteneva che vi si potessero trovare delle tracce. Il termine "totemismo" venne tuttavia introdotto solo a fine '700, probabilmente grazie a John Long. 
Grazie alla Scuola di Vienna di Etnologia nello studio del totemismo fu introdotto il metodo di catalogazione in base alla teoria dei cicli naturali, in particolar modo con le ricerche sul campo di Bernhard Ankermann.
Importanti novità sul concetto di totemismo vennero apportate da Claude Lévi-Strauss, che lo avvicinò nettamente a quello odierno. Ciò che però contribuì a fornire fonti di studio al riguardo furono proprio le esplorazioni del Cinquecento in America, Africa e soprattutto Oceania, dove è stato possibile studiare popolazioni e comunità "primitive".
L'antropologo A. P. Elkin ne distinse quattro forme: totemismo individuale; totemismo sociale (legato, ad esempio, a una famiglia, oppure a un ramo, una sezione o sottosezione di una famiglia, o ancora a un clan matrilineare o patrilineare); totemismo cultuale, con un contenuto religioso che è patrilineare e concettuale nella forma; totemismo onirico, in cui il contenuto totemico risiede nei sogni ed è di stampo sociale o individuale. Elkin, inoltre, negò l'unità del totemismo, ma, in accordo con Lévi-Strauss, intese preservare la sua esistenza a condizione che potesse tracciarne le origini in una molteplicità di tipi. Per Elkin, infatti, non c'è un "unico" totemismo, bensì molti totemismi, ognuno dei quali è "un tutto" singolo e irriducibile.

## Il totemismo oggi
Forme di totemismo si ritrovano anche oggi e, oltretutto, anche in religioni monoteistiche. Un esempio non spirituale ma sociopolitico di totem è rappresentato da simboli di unità nazionale quali le bandiere, gli stemmi e così via.